# Apanthura insignifica
Apanthura insignifica là một loài chân đều trong họ Anthuridae. Loài này được Kensley miêu tả khoa học năm 1978.